# Noteococcus hoheriae
Noteococcus hoheriae är en insektsart som först beskrevs av William Miles Maskell 1880.  Noteococcus hoheriae ingår i släktet Noteococcus och familjen filtsköldlöss. Inga underarter finns listade i Catalogue of Life.